# Trupanea pictofracta
Trupanea pictofracta är en tvåvingeart som beskrevs av Munro 1964. Trupanea pictofracta ingår i släktet Trupanea och familjen borrflugor.
Artens utbredningsområde är Kongo. Inga underarter finns listade i Catalogue of Life.